# Македонска студентска корпорация „Гоце Делчев“
Македонската студентска корпорация „Гоце Делчев“ е културно-просветна организация, която е създадена през август-септември 1919 година от студенти, които следват в Софийския университет „Свети Климент Охридски“ със задача да се бори за освобождението на Македония от сръбска и гръцка власт.
Организацията престава да съществува в 1920 година и на нейно място е образувано Македонското студентско дружество „Вардар“.

## История
След Междусъюзническата война, и особено след края на Първата световна война, българското население в Македония организирано се прогонва от установилите се там гръцка и сръбска власт. В България бежанците се организират около културно-просветни организаци, чиито основни цели са да запазят сплотени македонците в изгнание. ВМРО подпомага създаването и направлява дейността на подобните организации.
В края на 1918 и началото на 1919 година студентите от Македония в Софийския университет организират няколко протестни митинга срещу реокупацията на Вардарска и Егейска Македония от Сърбия и Гърция, на които са издигани искания за налагане на националния принцип при определянето на новите граници. През август 1919 година 517 студенти от Македония подписват Мемоар със същото искане, изпратен до Парижката мирна конференция. В същия месец е основана Македонската студентска корпорация „Гоце Делчев“.
В член 1 на устава на организацията се посочва, че целта ѝ ще бъде в кръга на академичните му възможности с културно-просветни средства да се бори за освобождението на Македония. В член 2 че посочва, че в своята идеологическа работа дружеството се придържа към националния принцип на борбата, защото освободителното движение не е класово, съсловно или партийно, а общонародно масово, в което всеки без разлика на своите убеждения се бори за освобождение на Вардарска и Егейска Македония от чуждо робство. В член 3 е изтъкнат принципът на самостоятелност на движението, което стои над партиите и режимите. Член 5 постулира нравствеността и идеализма на движението – начело трябва да стоят хора авторитетни, честни, безкористни, с висок морал и идеализъм. Член 7 е посветен на единството – всички под едно знаме „Свободна и Независима Македония“. Дружеството е устроено на принципа на демократическия централизъм (член 9 и 10). За постигане на целите дружеството си служи с легални средства – устна и печатна пропаганда, събрания, четения на сказки, издаване на брошури, апели, позиви, както и на собствен печатен орган, уреждане на библиотека (член 14). Член на дружеството може да стане всеки, препоръчан от двама членове, студент от Македония, който е съгласен с националния принцип на борбата на македонските българи.
В края на годината в дружеството настъпва разкол и в началото на 1920 година тридесетина членове се отцепват и образуват Македонското студентско дружество „Вардар“.